# Proterorhinus tataricus
Proterorhinus tataricus ist eine vom Aussterben bedrohte Fischart aus der Familie der Grundeln (Gobiidae). Sie kommt ausschließlich in einem Abschnitt der Tschorna vor. Dieser Fluss mit einer Länge von etwa 34 Kilometern verläuft vollständig auf dem Gebiet der Stadt Sewastopol auf der ukrainischen Halbinsel Krim.

## Merkmale
Proterorhinus tataricus ist mit einer Standardlänge von bis zu 92 Millimetern ein eher kleiner Fisch mit einem langgestreckten, seitlich stark abgeflachten Körper und einem kegelförmigen Kopf. Die Rückenflosse ist zweigeteilt, die vordere hat sechs Strahlen. Die Schwanzflosse ist bei Weibchen abgerundet, bei Männchen spatenförmig. Kopf und Körper sind blassbraun gefärbt, mit einer dunkelbraunen Marmorierung. Die Bauchseite ist blassbraun ohne Zeichnung, dabei ist die Unterseite des Kopfes am dunkelsten gefärbt.
Proterorhinus tataricus unterscheidet sich von den anderen Arten der Gattung Proterorhinus durch die Anzahl von 45–52 + 2–3 Schuppen in einer mittleren Längsreihe, den Augenabstand von 19–30 % der Kopflänge, der Kopflänge von 26–29 % der Standardlänge, 15–17½ Flossenstrahlen in der Analflosse und 18–19½ Strahlen in der hinteren Rückenflosse.

## Verbreitung und Lebensweise
Proterorhinus tataricus kommt ausschließlich in einem kurzen Abschnitt der Tschorna vor. Dieser Fluss mit einer Länge von etwa 34 Kilometern verläuft vollständig auf dem Gebiet der Stadt Sewastopol auf der ukrainischen Halbinsel Krim. Proterorhinus tataricus wurde in etwas schneller fließenden und aufgestauten Bereichen des Flusses angetroffen. Die Tschorna weist eine reiche endemische Fauna auf. Neben Fischen wie Cobitis taurica und Gobio delyamurei gehören dazu die Kriebelmücke Obuchovia karasuae (nun Simulium (Trichodagmia) karasuae) und der Höhlenflohkrebs Niphargus vadimi.

## Gefährdung
Proterorhinus tataricus wurde von der IUCN im Jahr 2008 als vom Aussterben bedroht (critically endangered) klassifiziert. Neuere Untersuchungen zum Gefährdungsstatus liegen nicht vor. Zur Begründung wurde das räumlich eng begrenzte Verbreitungsgebiet in einem einzigen Fluss angeführt. Der Fluss hat im Sommer in seinem Unterlauf wegen der der starken Wasserentnahme für Bewässerungszwecke einen sehr geringen Wasserstand. Die gegenwärtige Globale Erwärmung und eine mögliche Zunahme der Wasserentnahme könnten zu einem Austrocknen des Flusses im Frühjahr und Sommer und zu einem Aussterben der Art führen.

## Systematik
Alle Populationen von Grundeln der Gattung Proterorhinus wurden über lange Zeit der vermeintlich morphologisch sehr variablen Art Proterorhinus marmoratus zugeordnet. Erst 2006 wurde durch molekulargenetische Untersuchungen festgestellt, dass die Populationen einen Artenkomplex bilden. Die Marmorgrundel (Proterorhinus marmoratus) umfasst demnach lediglich Populationen des Brackwassers, während die pontokaspischen Süßwasser-Populationen überwiegend der Art Proterorhinus semilunaris angehören.
Der Artname ist ein von der turksprachigen Ethnie der Krimtataren abgeleitetes Adjektiv.